# Batallón de Matamoros
Batallón de Matamoros fue una histórica unidad militar mexicana que se formó con voluntarios en la ciudad de Morelia Michoacán, el cual fue convocado en 1847 por el entonces Gobernador del Estado Melchor Ocampo como una medida de apoyo para defender la soberanía nacional ante la Primera intervención estadounidense en México.
El Batallón de Matamoros estuvo integrado por 4000 soldados que partieron de Morelia rumbo a la Ciudad de México para participar en la defensa del Castillo de Chapultepec ocurrida el 12 y 13 de septiembre de 1847.
El batallón recibió su nombre en homenaje a uno de los héroes de la Independencia Nacional Mexicana Mariano Matamoros, quien fue fusilado en Morelia por el ejército realista en 1814, y quien fue brazo derecho de José María Morelos y Pavón. El Batallón de Matamoros contó con una bandera simbólica la cual se conserva en la actualidad en el Colegio de San Nicolás de Hidalgo en Morelia. 

## Origen
En 1846 ocurría la Primera intervención estadounidense en México, en 1847 las tropas estadounidense se dirigieron por mar rumbo al puerto de Veracruz con el fin de dirigirse hacia la toma de la Ciudad de México. En Michoacán llegaron las noticias por lo que el entonces gobernador del Estado Melchor Ocampo convocó el 4 de abril de 1847 a la formación de un batallón conformado por 4000 voluntarios que apoyaran a la defensa de la capital del país, utilizando la táctica de guerrillas para debilitar al invasor. El jueves 27 de mayo de 1847 el gobernador Ocampo hizo el juramento de los soldados ante la bandera del batallón pronunciando un histórico discurso.
El 12 y 13 de septiembre de 1847 el Batallón de Matamoros junto con el Ejército Mexicano participó en la defensa del Castillo de Chapultepec ante las tropas estadounidenses, hecho donde murieron los jóvenes cadetes acuartelados conocidos como los Niños Héroes. Las tropas estadounidenses tomaron momentáneamente la capital del país. Después de finalizada la batalla el Batallón de Matamoros acompañó al Ejército Mexicano hacia Querétaro retornando a Michoacán a finales de octubre de 1847. 

## Discurso ante el Batallón de Matamoros
El jueves 27 de mayo de 1847 el gobernador de Michoacán Melchor Ocampo pronunció un histórico discurso ante las tropas del Batallón de Matamoros donde les señalaba las contribuciones históricas que Michoacán había brindado al país, y de lo que se esperaba en su futuro actuar. Una versión señala que el discurso se llevó a cabo en el patio del excolegio jesuita de Morelia hoy Centro Cultural Clavijero, mientras que otra señala fue sobre la Avenida Madero de Morelia frente al sitio donde había sido fusilado el caudillo Mariano Matamoros en 1814. 
Discurso íntegro pronunciado por el gobernador de Michoacán Melchor Ocampo:
Acaban de jurar que serán fieles a su bandera, es decir, que lo serán a su patria como soldados; sin juzgar, su interés está en serle fieles como ciudadanos.
El pobre México en medio de su angustia se reposa en el valor de sus buenos hijos, ¿Querrás hacerle perder toda la esperanza? No; Michoacán, la cuna de los héroes, la tierra clásica de la libertad en la República, ni puede tener hijos que la traicionen, que la engañen con un juramento sacrílego.
¿Sería el Batallón de Matamoros el primero que deslustre el buen nombre de Michoacán? ¿Serán ustedes los que hagan maldecir a su estado y que caiga de su antiguo renombre? No, mil veces no; van a representar en el ejército nuestras antiguas glorias: aumentadlas.
Van a pelear: consideren cuanta gloria espera, cuantos afectos dejan, cuan grande satisfacción será volver, para reunir aquella y estos. Hijos somos de nuestras propias obras: peleen tenazmente y vencerán; arranquen a la fortuna sus favores; siempre ella los ha concedido a los valientes; piensen que no muere por una causa sino el que merece el título de hombre.
Les considero en este momento como mis hijos: grave pena me causa separarme de ustedes, en cuya compañía quisiera marchar; pero debo decirles como las espartanas: vuelvan con el escudo o sobre el escudo. El astro de México aun brilla, aunque empañado; la inconstancia será su horizonte, no permitan que tras de ella se oculte.
El mundo puede llenarse de su fama, no dejen escapar la ocasión de atraernos sus miradas de benevolencia. Marquen que vuestros votos los acompañan, nuestras bendiciones los esperan: cuenten con todo con su amigo.

## Bandera del Batallón de Matamoros
El histórico estandarte del Batallón de Matamoros actualmente se conserva en el Colegio Primitivo y Nacional de San Nicolás de Hidalgo, de la Universidad Michoacana en Morelia, Michoacán, en una sala especial dedicada a Melchor Ocampo quien también fue catedrático y rector de la institución. 
La histórica Bandera del Batallón de Matamoros creada en 1847 es una bandera de forma vertical a manera de estandarte. La bandera está realizada en seda y mide 110 cm x 92 cm, presenta los colores de la bandera nacional mexicana verde, blanco y rojo distribuidos en franjas horizontales. En su centro sobre el fondo blanco se halla el escudo nacional del águila real mexicana con las alas extendidas alternada por la frase: Guardia Nacional Batallón Matamoros”. El estandarte o bandera del Batallón de Matamoros fue confeccionado por Francisca Ramiro de Montaño quien fue esposa de Manuel M. Montaño un oficial del ejército Trigarante en la época de la consumación de la Independencia México. 
El 27 de mayo de 1847 los 4000 soldados que integraban el batallón juraron ante el estandarte el cual era sostenido por el gobernador de Michoacán Melchor Ocampo. Posteriormente la portación de la Bandera del Batallón de Matamoros fue asignada a Isidro Alemán quien era un joven alumno del Colegio de San Nicolás y quien la resguardó durante la batalla. El 12 y 13 de septiembre de 1847 ondeaba la bandera del Batallón de Matamoros junto con la del Ejército Mexicano en la batalla contra el ejército estadounidense por la defensa del Castillo de Chapultepec. 
Después de finalizada la labor del Batallón de Matamoros la bandera fue conservada por Isidro Alemán hasta 1884 en que fue donada al gobierno del estado de Michoacán en el marco del 74 aniversario de la Independencia Nacional. En 1884 el estandarte fue donado al Colegio de San Nicolás por el gobernador de Michoacán del periodo del Porfiriato Prudencio Dorantes, donde desde entonces se resguarda.
En 2004 fue identificada la Bandera del Batallón de Matamoros en la Biblioteca del Colegio de San Nicolás. En 2008 el estandarte fue sometido a un proceso de restauración el cual estuvo a cargo del Instituto Nacional de Antropología e Historia (INAH) a través de la Escuela Nacional de Conservación, Restauración y Museografía (ENCRyM). La bandera restaurada fue regresada el 14 de octubre de 2009 al Colegio de San Nicolás donde actualmente se resguarda en el “Aula Melchor Ocampo”. 